# Mateusz Bereźnicki
Mateusz Piotr Bereźnicki (* 10. März 2001 in Wałbrzych) ist ein polnischer Boxer im Schwergewicht.

## Karriere
Bereźnicki wurde 2020, 2021 sowie 2022 Polnischer Meister im Schwergewicht und gewann Bronze bei der U22-Europameisterschaft 2021 in Roseto.
Darüber hinaus war er Teilnehmer der Weltmeisterschaft 2021 in Belgrad und der Europameisterschaft 2022 in Jerewan.
Bei den Europaspielen 2023 in Krakau siegte er gegen Pavol Hrivnák, Levente Kiss und Yan Zak, ehe er im Halbfinale gegen Aziz Mouhiidine mit einer Bronzemedaille ausschied. Beim 2. olympischen Qualifikationsturnier im Juni 2024 in Bangkok siegte er gegen den Australier Adrian Paoletti, den Kenianer Peter Alwanga, den Deutschen Alexander Okafor und den Dominikaner Daniel Guzmán, womit er sich für die Olympischen Spiele 2024 in Paris qualifizierte. Bei den Olympischen Spielen verlor er dann gegen Jack Marley.